# Calatrava-rend

A Calatrava-kereszt

A Calatrava-rend vagy calatravai rend (spanyolul: Orden de Calatrava) az egyik legrégibb spanyol egyházi lovagrend. 1158-ban alapította III. Sancho kasztíliai király, a Toledo melletti Calatrava várának mórok elleni védelmére. A lovagrendet 1873-ban oszlatták fel, azóta a Calatrava-rend (piros szalagra kötött Calatrava-kereszt) kitüntető cím.

## Története
Mivel Toledo városának mórok elleni védelme a közeli Calatrava megtartásán alapult, VII. Alfonz kasztíliai király a vár védelmét 1147-ben a templomosokra bízta. 1157-ben a templomosok arra hivatkozva, hogy számuk megfogyatkozott, és a király sem hajlandó erősítést biztosítani számukra, Calatrava védelmét feladták. 1158-ban III. Sancho kasztíliai király a fiterói ciszterci monostor apátját, Raimundo Serratot (más néven Raimundo de Fitero), illetve Diego de Velázquez lovagot bízta meg a calatravai vár védelmét biztosító lovagrend megalapításával. A lovagokból és papokból álló rend a cisztercita regulákat vette alapul, s 1163 után szervezetileg is a ciszterciektől függtek, 1186-tól a morimond-i apátsághoz tartoztak. Calatrava – ezen keresztül pedig a keresztény hit – védelmén kívül a rend tagjai szegénységi és szüzességi fogadalmat tettek.
III. Sándor pápai bullájában 1164-ben ismerte el a rendet. A spanyol uralkodók és a római pápák részéről a calatravaiak több kiváltságban is részesültek. Kivették a megyés püspök fennhatósága alól és közvetlenül pápai felügyelet alá helyezték a rendet. A ciszterciták kivételével senki sem végezhetett náluk vizitációt, a Calatrava-rend nagymestere ezzel szemben vizitációs jogot gyakorolhatott a Montesa- és az Alcántara-rend , valamint a portugál Aviz-rend fölött. A lovagokat, sem káplánjaikat vagy rokonukat egyetlen prelátus sem közösíthette ki. Ha ez mégis megtörtént, perjeleiknek és papjaiknak jogában állt azt semmissé tenni, kivéve a pápai intézkedéseket. A lovagok a kezdetektől elkülönülten éltek és csak néhány papot tartottak a lelki feladatok ellátására. A rendi tagságért folyamodóknak négy nemesi őst kellett  igazolniuk  és címerüket bemutatniuk. További feltételül szabták, hogy a nagyszülőkig visszamenőleg senki nem foglalkozhatott kereskedelemmel, iparral, kézművességgel; nem lehettek zsidók, muszlimok, pogányok, más keresztény felekezetbeliek, parasztok, ügyvédek, adóbérlők, közjegyzők, hivatalnokok, kezük munkájából élők, sem becsületüket elvesztettek.
A mórok ellen folytatott háborúk során a Calatrava-rend lovagjai kitüntették magukat a Valencia és a Baleár-szigetek visszaszerzéséért dúló küzdelemben.  Erényeik jutalmaként a 13. században III. Ferdinánd a lovagrendieknek adományozta a jaéni domíniumot, ahol a calatravaiaknak a 14. században már kilenc rendházuk volt. További jelentős rendházakat alapítottak az andalúziai Fuenteovejunában és Osunában, valamint az aragóniai Alcañizban. Calatravai lovagok alapították 1317 körül az aragóniai Montesa-lovagrendet.
A rend központja eleinte Calatravában, 1212-től a közelében felépített Calatrava la Nuevában volt, XI. Alfonz uralkodása idején (1312–1350) pedig a nagymester székhelyét a kasztíliai Almagróba tették át. Jelvényük a vörös színű, liliomban végződő szárú görög kereszt, a Calatrava-kereszt (cruz flor de lisada) volt, melyet fekete öltözékük mellrészén, illetve az ünnepeken hordott fehér (ciszterci) köpenyük bal oldalán viseltek. Gazdagságuk és hatalmuk oly nagy volt, hogy vezetőik valóságos egyházi fejedelmek lettek. A rend mestereinek egymás közötti versengése több ízben belső válsághoz vezetett, különösen a 14. század folyamán. Ekkor a rend gyakorlatilag két pártra – kasztíliaira és aragóniaira – szakadt, s az erőviszonyok annak megfelelően változtak, hogy éppen a kasztíliai vagy az aragóniai uralkodó politikai és anyagi befolyása volt nagyobb. Megesett, hogy a Kasztíliában székelő rend szabályosan megválasztott nagymesterének Aragóniába kellett menekülnie, mert a kasztíliai uralkodó a rend szabályait felrúgva hű csatlósát vagy rokonát ültette a nagymesteri székbe. A Calatrava-lovagrend jelentősége a 15. századtól hanyatlani kezdett. 1487-től a rend nagymestere a mindenkori kasztíliai uralkodó lett, amit VI. Adorján pápa 1523-as bullájában szentesített. III. Pál pápa 1540-ben felmentette a rend tagjait a cölibátus alól. A rendet az 1873-as spanyol köztársaság megszüntette, de a királyság intézményét 1874-ben visszaállító XII. Alfonz kitüntető címként ismét bevezette.